# Садомов, Виктор Николаевич
Виктор Николаевич Садомов (род. 31 января 1946, Саратов) — советский хоккеист, защитник. Советский и российский тренер. Мастер спорта СССР, заслуженный тренер РСФСР.

## Биография
Занимался хоккеем и футболом на саратовском стадионе «Труд». В сезоне 1962/63 дебютировал в составе местного «Авангарда». В начале сезона 1965/66 сыграл 4 матча в чемпионате СССР за «Химик» Воскресенск и вернулся в саратовскую команду, называвшуюся «Энергия». Всего за клуб, который с 1968 года стал называться «Кристалл», провёл 14 сезонов.
С сезона 1976/77 — тренер «Кристалла». С сезона 1979/80 до середины сезона 1982/83 — старший тренер. В сезонах 1983/84 — 1986/87 — главный тренер «Салавата Юлаева» Уфа. Три следующих сезона отработал главным тренером клуба «Торпедо» / «Лада» Тольятти. С сезона 1990/91 до 3 августа 1993 — главный тренер «Кристалла». Затем работал в бизнесе, менее полугода был советником генерального директора титульного спонсора «Кристалла» «Саратовэнерго» по вопросам спорта. С 15 февраля по 8 октября 1997 года — главный тренер «Кристалла». Во второй половине сезона 1997/98 — главный тренер «Химика» Энгельс. Главный тренер «Кристалла» (29 ноября 2006 — 2 января 2008). В 2018—2021 годах — тренер в школе «Кристалла».